# Alexandre Caxambu
Alexandre Caxambu, vollständiger Name Alexandre Pompeu Da Silva, (* 31. August 1993 in Caxambú Do Sul (SC)) ist ein ehemaliger brasilianischer Fußballspieler.

## Karriere
Der 1,71 Meter große Defensivakteur Alexandre Caxambu wechselte zur Apertura 2014 von Grêmio Sapucaiense zum uruguayischen Erstligaaufsteiger Club Atlético Atenas. Bei dem Verein aus San Carlos wurde er in der Apertura der Saison 2014/15 viermal (kein Tor) in der Primera División eingesetzt. Spätestens seit Ende Januar 2016 steht er in Reihen des brasilianischen Klubs Paraná STC, für den er 25 Ligaspiele absolvierte und zwei Treffer erzielte. Bis 2018 spielte er für unterklassige Klubs und beendete dann seine aktive Laufbahn.